# محطة قطار بينغهام
محطة قطار بينغهام (بالإنجليزية: Bingham railway station)‏‏ هي محطة قطار في المملكة المتحدة، تُشغلها قطارات إيست ميدلاند. افتُتحت هذه المحطة في 1850، ويبلغ عدد مسارات أرصفتها 2.